# Stabæk Fotball
Stabæk är ett fotbollslag från Bærums kommun, fotbollssektionen av Stabæk IF. Klubben grundades 16 mars 1912.
Laget spelar sina matcher på Nadderud stadion, Efter tio år i Tippeligaen (norska högstadivisionen) ramlade Stabæk ner i division 1 säsongen 2004 efter att ha hamnat på näst sista plats. Men Stabæk gick under 2005 upp i Tippeligaen igen och svenske Daniel Nannskog blev Tippeligaens skyttekung 2006. 1998 blev man norsk cupmästare och 2008 norsk seriemästare.

## Historia
Stabæk IF grundades 1912 på Løkkeveien 24 i Bærum. En grupp visionära ledare, bland annat Ingebrigt Steen Jensen, bestämde sig på slutet av 1980-talet för att göra Stabæk till en stormakt i norsk fotboll, under mottot «Ullevaal 95». Namnet syftade på att man skulle spela cupfinal 1995. Laget gick snabbt från division 4 till Tippeligaen, och debuterade där 1995. Någon cupfinal blev det inte det året, utan först 1998, då Rosenborg BK besegrades med 3–1 efter förlängning. Thomas Finstad och Helgi Sigurðsson gjorde ett mål var i förlängningen. 2008 blev man norsk ligamästare.

## Meriter
Laget hade två bronsmedaljer som bäst i serien (1998 och 2003), innan man vann silvret 2007, förutom att ha vunnit «Adeccoligan» (division 1) 2005. Stabæk vann cupfinalen 1998 och 2008 blev Stabæk ligamästare.

## Ny stadion

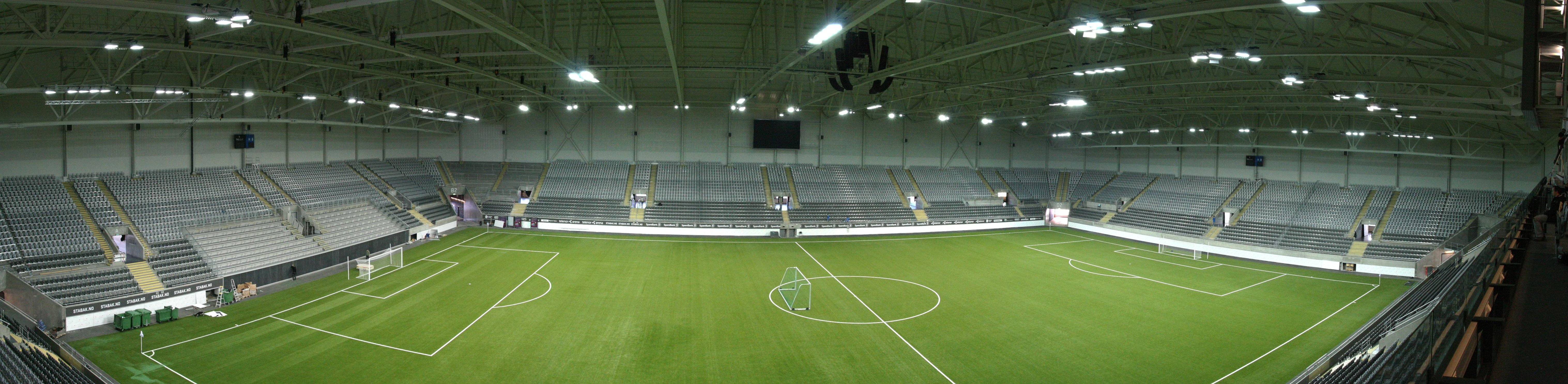
Telenor Arena

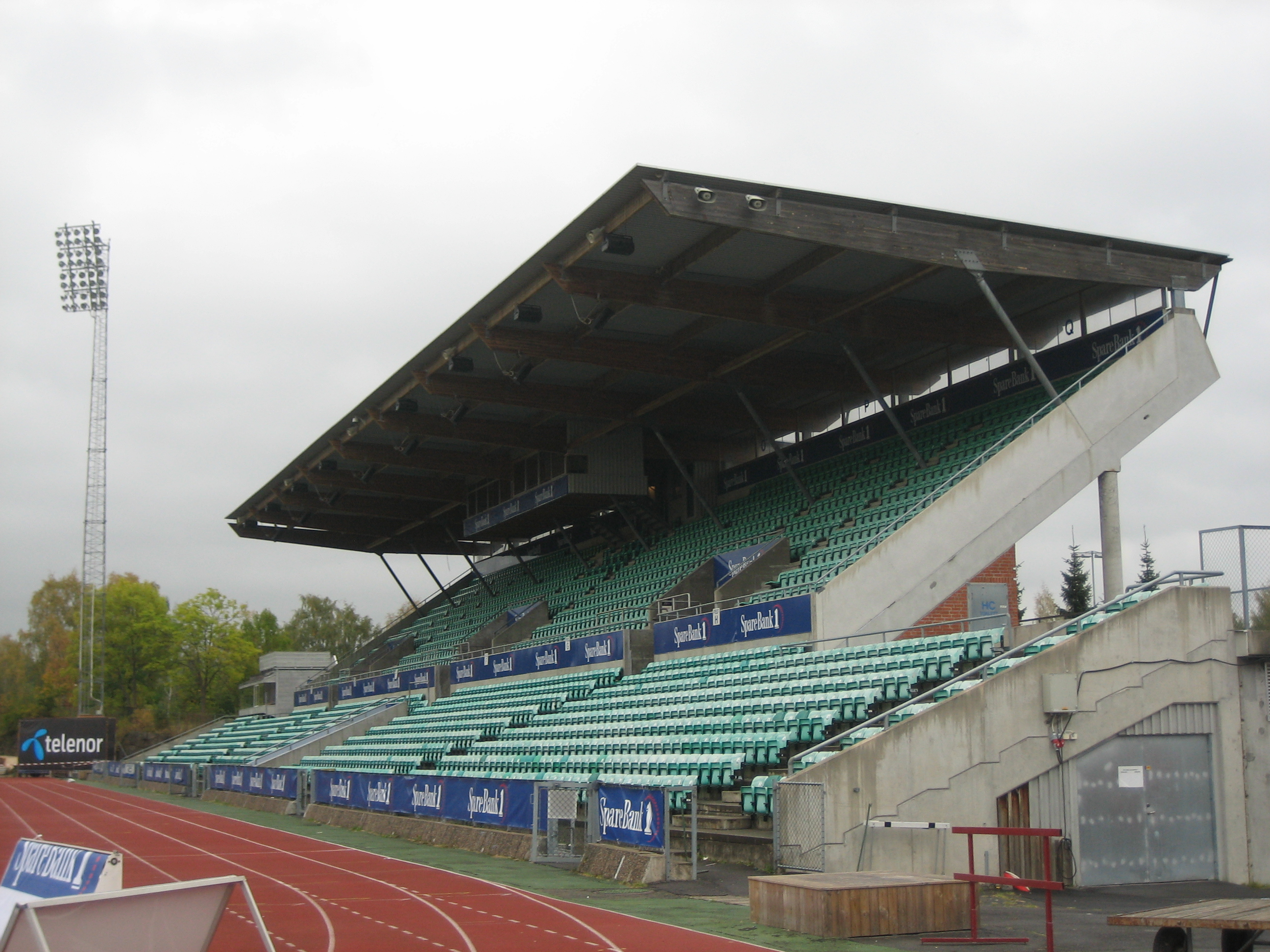
Nadderud Stadion

Stabæk lämnade Nadderud stadion 2008 för att flytta till Telenor Arena på Fornebu. Arenan rymmer 15 000 människor (fotboll) och 25 000 (konserter). 2012 blev man dock tvungen att lämna den nya arenan efter att ägaren bara ville använda den för konserter och tjäna mer pengar. Nu är klubben tillbaks på Nadderud stadion.

## Spelare

### Spelartruppen
| 1  | Norge   | Marius Ulla      | 10 juni 2002    | Ham-Kam (-18)    |
| 12 | Norge   | Leander Gunnerød | 20 augusti 2006 | Sandefjord (-22) |
| 21 | Sverige | Isak Pettersson  | 6 juni 1997     | Toulouse (-23)   |

| 2  | Danmark | Kasper Pedersen          | 13 januari 1993  | Esbjerg fB (-21)   |
| 3  | Norge   | Nicolai Naess            | 18 januari 1993  | Sarpsborg 08 (-22) |
| 4  | Norge   | Simen Wangberg           | 6 maj 1991       | Tromsø IL (-21)    |
| 5  | Norge   | Nicolas Pignatel Jenssen | 12 januari 2002  | Stabæk Fotball     |
| 6  | Danmark | Andreas Skovgaard        | 12 mars 1997     | SK Brann (-23)     |
| 25 | Norge   | Filip Hornburg           | 26 april 2005    | Stabæk Fotball     |
| 31 | Norge   | Olav Lilleøren Veum      | 14 februari 2004 | Stabæk Fotball     |

| 7  | Norge     | Fredrik Haugen      | 13 juni 1992     | Aalesunds FK (-23)   |
| 8  | England   | Curtis Edwards      | 12 januari 1994  | Djurgårdens IF (-22) |
| 10 | Norge     | Herman Geelmuyden   | 22 januari 2002  | PSV (-21)            |
| 11 | Norge     | Nikolas Walstad     | 14 februari 1997 | FK Haugesund (-23)   |
| 13 | Danmark   | Thor Lange          | 4 augusti 1993   | AC Horsens (-22)     |
| 14 | Norge     | Fredrik Krogstad    | 6 juni 1995      | Lillestrøm SK (-22)  |
| 15 | Norge     | Sturla Ottesen      | 25 maj 2001      | Kjelsås (-20)        |
| 20 | Norge     | Aleksander Andresen | 6 april 2005     | Moss FK (-21)        |
| 24 | Norge     | Kaloyan Kostadinov  | 18 juli 2002     | Sandnes Ulf (-20)    |
| 33 | Tyskland  | Tobias Pachonik     | 4 januari 1995   | VVV-Venlo (-23)      |
| 47 | Brasilien | Jonatan Lucca       | 2 juni 1994      | Farense (-23)        |

| 9  | Norge   | Mushaga Bakenga | 8 augusti 1992   | Tokushima Vortis (-23) |
| 19 | Sverige | Kevin Kabran    | 22 november 1993 | Viking FK (-23)        |
| 22 | Norge   | Philip Schie    | 1 februari 2004  | Stabæk Fotball         |
| 69 | Danmark | Kasper Høgh     | 6 december 2000  | AaB (-23)              |

### Skyttekungar
Efter säsongen 2011:
| Spelare                | Mål | Period                      |
| ---------------------- | --- | --------------------------- |
| Daniel Nannskog        | 118 | 2005–2010                   |
| Veigar Pall Gunnarsson | 100 | 2004–2008, 2010-2011, 2012- |
| Petter Belsvik         | 75  | 1996–2000                   |
| Tom Fodstad            | 54  | 1992–1994                   |
| Thomas Finstad         | 54  | 1998-2005                   |

### Svenska spelare
- Haris Skenderovic (2011)
- Fredrik Berglund (2009)
- Fredrik Risp (2009)
- Johan Andersson (2008–2011)
- Pontus Farnerud (2008–2012)
- Pontus Segerström (2007–2009)
- Daniel Nannskog (2005–2010)
- Fredrik Gärdeman (1993–1996)
- Tinos Lappas (1996)
- Niclas Svensson (1997–1999)
- Jesper Jansson (1997–1999, 2005–2006)
- Tobias Linderoth (1999–2001)
- Christian Wilhelmsson (2000–2003)
- Samuel Wowoah (2004)
- Markus Karlsson (2005–2006)
- Joakim Persson (2005–2006)
- Niklas Sandberg (2008)
- Agon Mehmeti (2016–2017)

## Tränare
| Tränare            | Period    | Nationalitet | Kommentar                                            |
| ------------------ | --------- | ------------ | ---------------------------------------------------- |
| Eirik Kjønø        | 2021–     | Norge        | -                                                    |
| Jan Jönsson        | 2019–2021 | Sverige      | -                                                    |
| Henning Berg       | 2018–2019 | Norge        | -                                                    |
| Toni Ordinas       | 2016–2018 | Spanien      | -                                                    |
| Billy McKinlay     | 2015–2016 | Skottland    | -                                                    |
| Bob Bradley        | 2014–2015 | USA          | -                                                    |
| Petter Belsvik     | 2012–2013 | Norge        | -                                                    |
| Jörgen Lennartsson | 2011      | Sverige      | -                                                    |
| Jan Jönsson        | 2005–2010 | Sverige      | -                                                    |
| Pål Berg           | 2004      | Norge        | Sista fyra matcherna                                 |
| Gaute Larsen       | 2001–2004 | Norge        | Fick sparken med fyra omgångar kvar av säsongen 2004 |
| Anders Linderoth   | 1998–2001 | Sverige      | Avgick i maj 2001, efter 8-1-förlust mot Brann       |
| Hans Backe         | 1996–1997 | Sverige      | -                                                    |
| Lars Tjernås       | 1993–1995 | Norge        | -                                                    |